# اکینچی (هفته‌نامه)
اَکینچی (آذربایجانی: Əkinçi / اکینچی)،  ("کشاورز")، نخستین روزنامهٔ به زبان ترکی آذربایجانی بود که به‌صورت هفتگی در باکو (در آن‌هنگام بخشی از امپراتوری روسیه، هم‌اکنون پایتخت جمهوری آذربایجان) میان سال‌های ۱۸۷۵ و ۱۸۷۷ منتشر می‌شد. اکنچی نخستین روزنامه‌ای بود که تماماً به‌زبان ترکی آذربایجانی، به‌خوبی نخستین روزنامه در روسیه به زبان ترکی چاپ می‌شد.